# Thomas Tomkis
Thomas Tomkis (ou Tomkys) (né vers 1580 à Bilston ou à Wolverhampton – mort le 30 septembre 1634 à Wolverhampton) était un dramaturge anglais de la période élisabéthaine. Il a longtemps été un auteur mystérieux, ses pièces ayant d'abord été attribuées à d'autres dramaturges, tels que Jonson, Dekker, et même Shakespeare, puis il a été confondu avec un presque homonyme, le musicien Thomas Tomkins, qui vivait à son époque.

## Biographie
Tomkis est le troisième fils des quatre enfants de John Tomkis, un pasteur du Staffordshire. Bien qu'on n'ait pas trouvé trace des études universitaires de John Tomkis, celui-ci fait montre d'une excellente éducation en publiant un certain nombre de sermons et de traductions, au ton fortement calviniste, et signe « Master of Arts ». Il devient également propriétaire d'une surface considérable de terres. Malgré des preuves de sa sévérité théologique, il est considéré par ses ouailles comme une personne érudite et renommée. Ceci éclaire le milieu dans lequel a grandi Thomas Tomkis.
À la suite de son frère Benjamin de deux à trois ans son aîné, Thomas entre à Trinity College de l'université de Cambridge en 1597, et est admis boursier à Pâques 1599. Il obtient son B.A. (Bachelor of Arts) en 1600, et est élu « minor fellow » en 1602. Il obtient son M.A. (Master of Arts) en 1604, et devient « major fellow » la même année.
Il semble avoir quitté Trinity College vers 1610, année où il hérite d'un parent, Thomas Wrottesley. Pendant la décennie suivante, il exerce le métier d'homme de lois, et s'occupe d'achat de terres autour de Wolverhampton. Ses affaires sont probablement prospères, car on trouve trace d'achats de terres de 340 £ en 1619, et de 480 £ en 1621, sommes très importantes à l'époque.
À l'occasion de la visite de Jacques Ier à l'université de Cambridge en mars 1614, Tomkis écrit une comédie intitulée Albumazar, qui est jouée le 9 mars par des membres du collège devant plus de deux mille spectateurs. Dans le livre de comptes de l'économe principal de l'université, on trouve au chapitre « Dépenses extraordinaires » pour l'année 1614/15 une écriture libellée : « Donné à M. Tomkis pour sa peine à écrire et à ordonner la comédie anglaise pour la venue de sa Majesté : 20 £ ».
On lui attribue maintenant une deuxième pièce, Lingua, or The Combat of the tongue , publiée anonymement avant Albumazar en 1607. D'autres éditions suivirent en 1610, 1617, 1622, 1632 et 1657. Cette comédie, construite en partie comme une Moralité, en partie comme un Masque, a été tout d'abord attribuée à Antony Brewer (en).
Thomas Tomkins meurt le 30 septembre 1634 à Wolverhampton. Les registres de la paroisse indiquent qu'il avait une femme prénommée Margaret. Son retour à la vie calme de Wolverhampton, après ses deux pièces, montre son absence d'ambition littéraire.

## Œuvres

### Albumazar
Sa comédie Albumazar est imprimée immédiatement à Londres. La page de titre indique : « une comédie jouée devant sa majesté le roi à Cambridge le 9 mars 1614 par les gentlemen de Trinity College, imprimée à Londres par Nicolas Okes pour Walter Burre (en) ». Une nouvelle édition révisée et corrigée est faite en 1634, puis en 1668. L'épistolier, John Chamberlain (en), décrit ainsi cette « comédie en anglais » dans une lettre du 16 mars 1614 à Dudley Carleton : « écrite et jouée par des collègues de Trinity, cette pièce n'offre pas grand intérêt à part le rôle d'un clown (Trincalo). Elle est attribuée à M. Tomkis, de Trinity College ».
Pour préparer les festivités données à l'occasion de la venue du roi, les responsables de l'université ont négligé des auteurs prometteurs, comme Giles Fletcher (en) et George Herbert, qui pourtant résidaient sur place, et ont préféré faire appel à Thomas Tomkis, qui avait quitté Trinity College depuis plusieurs années et était devenu un homme de loi installé avec succès à Wolverhampton.
Cette pièce, qui ridiculise les prétentions des astrologues, est adaptée d'une comédie italienne, Lo astrologo, d'un auteur napolitain, Giambattista della Porta, imprimée à Venise en 1606, et dont le personnage principal est l'astrologue Albumazar. Les parallèles sont si nombreux entre les deux pièces, même intrigue, mêmes personnages et, à quelques exceptions près, les mêmes scènes, que Tomkis a dû écrire sa pièce en ayant le texte italien devant lui. Le choix par Tomkis de cette satire anti-astrologique peut avoir été motivé par réaction contre le zèle puritain excessif de son père.
Albumazar a été reprise sous la Restauration au Lincoln's Inn Fields Theatre le 2 février 1668, avec un prologue de Dryden, qui attribue de façon erronée cet ouvrage à Ben Jonson. L'opinion de Pepys, qui la voit ce jour-là, rejoint celle de Chamberlain en 1614. Il écrit en effet dans son Journal : « Je n'y ai rien vu d'extraordinaire, et étais plutôt lassé avant qu'elle ne finisse. Toutefois le roi, et en fait nous tous, étions plutôt amusés par les mimiques de Trinkilo ».
Cette pièce a inspiré à James Ralph sa comédie intitulée The Astrologer, qui n'a été jouée qu'une seule fois au Théâtre de Drury Lane en 1744. La pièce de Tomkis a été reprise par David Garrick à Drury Lane à partir du 3 octobre 1747 pour cinq représentations, puis de nouveau en 1748. Par la suite, Garrick a modifié le texte et a produit sa nouvelle version à Drury Lane le 19 octobre 1773.

### Lingua
Cette comédie est la représentation sous forme de farce de la lutte de la langue et des cinq sens. Elle a été écrite très probablement pour être représentée à l'université en 1607, mais on ne sait pas si elle est celle qui causa des troubles parmi les spectateurs cette année-là.
L'éditeur, Simon Miller, pour faire de la publicité pour l'édition 1657 de cet ouvrage, rapportait en 1663 la tradition selon laquelle Olivier Cromwell, le Lord Protecteur, avait tenu le rôle de Tactus lors de la première représentation de la pièce. Ce mythe est maintenant universellement discrédité.
Cette pièce a connu le succès, au moins, à notre connaissance, parmi les lecteurs. En plus de ses six éditions antérieures à la Restauration, elle a été traduite en allemand et en néerlandais. Une partie de sa popularité est due au goût d'alors pour l'allégorie, qui fleurissait dans le théâtre universitaire. Mais Lingua s'élève au-dessus des œuvres de ce type, car c'est un véritable jeu d'esprit, les dialogues sont pleins de verve et les parodies visent les spectateurs cultivés.